# Данииловы письмена
Данииловы письмена (арм. Դանիելյան նշանագրեր) — древний алфавит, обнаруженный в конце IV или в первые годы V века епископом Даниилом.

## Исследования
О происхождении «данииловых письмён» в исторической науке существуют различные мнения. Так, в 1892 году И. Арутюнян в своём исследовании предложил идею, согласно которой «данииловы письмена» доказывают существование оригинального алфавита у древних армян в эпоху язычества. В статье «О вопросе домаштоцевской армянской литературы» Г. А. Абрамян поддерживает это мнение, ссылаясь на ряд сведений исторических источников. Лео и Г. Ачарян отвергают концепцию существования домаштоцевской армянской письменности. Немецкий учёный-арменовед Йозеф Маркварт считал возможным, что «данииловы письмена» в своё время могли быть использованы для создания литературных произведений и переводов . С ним не соглашался Манук Абегян. Г. Ачарян полагал, что «данииловы письмена» были одним из устаревших вариантов арамейского алфавита, и путаница произошла из-за схожести названий «армянское» и «арамейское». А. Матевосян считает, что этот алфавит был одним из вариантов древнегреческого «финикоподобного» письма. Некоторые современные учёные считают вероятным, что «данииловы письмена» были основаны на семитском письме, в котором гласные звуки не были ясно обозначены. «Данииловы письмена», по их мнению, не могли выразить богатую согласную структуру армянского языка, а также некоторые гласные звуки. Таким образом, Месроп Маштоц был вынужден лично отправиться в северную Месопотамию для создания полноценного алфавита. Согласно «Православной энциклопедии», «Данииловы письмена» — древнейший вариант армянской письменности.

## Сведения исторических источников
Согласно сообщениям исторических источников, так называемый «Даниилов алфавит», возможно, был древним образцом утерянных армянских письмён, но к V веку он уже не был способен адекватно фиксировать тогдашний армянский язык.
Согласно Корюну, это были письмена алфавита армянского языка, найденные сирийским епископом Даниилом и относились к более ранней исторической эпохе:
И после многих дней пребывания там по тому же (делу), прибыл он к святому католикосу Великой Армении, по имени Саак, который одобрил его мысли и выразил готовность помочь ему в той заботе. И в совершенном согласии они поспешили вознести горячие молитвы к богу, дабы снизошло на всех (людей) спасение Христово. И это совершали они в течение многих дней.
Затем пожалован был им от всеблагого бога созыв совета блаженных братьев, пекущихся о стране (армянской), дабы создать алфавит для армянского народа.
Долго они занимались расспросами и поисками и много трудностей претерпели, затем они оповестили о непрестанном поиске своём царя армянского Врамшапуха.
Тогда царь рассказал им о неком сирийце, благопристойном епископе по имени Даниэл, внезапно нашедшем письмена алфавита армянского языка. И когда царь рассказал об этой находке, они уговорили царя об их обретении. Тогда царь отправил некоего Вагрича с царской грамотой к некоему иерею Авелу, приближённому сирийского епископа Даниэла.
Узнав об этой просьбе, Авел немедля прибыл к Даниэлу и сперва сам он осведомился у Даниэла об этих письменах, а затем, взяв их у него, отправил царю Врамшапуху в Армению. И привёз он (Вагрич письмена) ему в пятом году царствования его. А царь, получив от Абела письмена, вместе со святым Сааком и Маштоцем весьма обрадовались.
Затем блаженные радетели, взяв внезапно найденные (письмена), попросили ещё у царя отроков, дабы иметь возможность применить (на деле) письмена. И когда многие из них усвоили, приказал (царь) повсюду обучать этими же (письменами). Тем самым блаженный (Маштоц) был удостоен прекрасного звания вардапета. Около двух лет он занимался преподаванием и вёл (занятия) этими письменами.
Но когда выяснилось, что эти письмена недостаточны, чтобы выразить (все) силлабы-слоги армянского языка, поскольку эти письмена были погребены под другими письменами и (затем) воскрешены, тогда они вновь стали хлопотать о том же и некоторое время искали выхода (из положения).

Согласно Хоренаци, эти «письмена» были начертаны в давние времена и расположены в порядке греческого алфавита:
В те времена Аркадий заболел, и в Византии из-за Иоанна Великого имели место большие волнения и пожары; Греческое государство погрузилось в смуты, войска сражались между собой и с персами. Поэтому Врам повелел нашему царю Врамшапуху спуститься в Месопотамию, навести там порядок и рассудить должностных лиц двух сторон. Тот отправился и привёл всё в порядок, но испытал немалые трудности из-за секретаря, так как с тех пор как Месроп оставил царский двор, там не было ни одного опытного писца, ибо применялось персидское письмо. По этому поводу царю представился некий священник по имени Хабел и обещал добыть для армянского языка письмена, приспособленные его другом епископом Даниелом. Царь не обратил на это внимания, но, прибыв в Армению, застал всех епископов собравшимися у Сахака Великого и Месропа в заботах об изобретении армянской письменности, о чём сообщили царю, а он передал им слова монаха. Услышав, они стали просить его заняться этим столь важным делом.
Поэтому он послал в качестве вестника одного из почтенных мужей нашей страны, близкого ему человека из рода Хадуни, по имени Вахрич. Отправившись вместе, они крепко усвоили от Даниела начертанный в давние времена ряд букв, расположенный в порядке греческого (алфавита) и вручили его по возвращении Сахаку и Месропу. Те, познакомившись с ними и постаравшись приучить к ним нескольких мальчиков, пришли к убеждению, что этой письменности, с её полученными как подаяние буквами, недостаточно для точного выражения звуков, произносящихся в армянской речи.
В первые годы V века по поручению армянского царя Врамшапуха, который в то время находился в Месопотамии в связи с изгнанием Иоанна Златоуста, этот алфавит был привезён в Армению (ок. 404 года). Через некоторое время (вероятно 2 года), Месроп Маштоц и католикос Саак были вынуждены отказаться от применения этого алфавита из-за его неполноты для фиксации всей фонетики армянского языка. После Месроп Маштоц отправился в северную Месопотамию и к 405—406 гг. закончил труд над созданием современного армянского алфавита.